# Block Rockin' Beats
«Block Rockin' Beats» es una canción del dúo británico de big beat The Chemical Brothers. Fue lanzado el 24 de marzo de 1997 como el segundo sencillo y tema de apertura de su segundo álbum de estudio, Dig Your Own Hole (1997), encabezó la lista de sencillos del Reino Unido y alcanzó el puesto 40 en la lista de Billboard Modern Rock Tracks de los Estados Unidos. Recibió un premio Grammy a la «Mejor Interpretación Instrumental de Rock».
Existen dos ediciones diferentes de «Block Rockin' Beats»: la versión que se encuentra en el álbum tiene una introducción, mientras que la versión lanzada como sencillo comienza con la línea de bajo. El lado B «Morning Lemon» también está disponible en el segundo disco de la edición limitada Singles 93-03.
La revista Blender incluyó la canción en el puesto 346 de su ranking de «Mejores canciones desde que naciste» en 2005. LA Weekly lo colocó en el número 14 en su lista de «Las 20 mejores pistas de música dance de la historia» en 2015.

## Muestras
La batería proviene de la canción «Changes» de Bernard Purdie. La estrofa «Back with another one of those block rockin' beats» es una muestra de la canción de 1989 del rapero estadounidense Schoolly D «Gucci Again».
Otro crítico escribió que la pista usa (sin compensación) la línea de bajo de la pista «Coup» de 23 Skidoo. El riff de bajo de apertura se asemeja a la introducción de la canción de Pink Floyd «Let There Be More Light», mientras que el sonido del bajo ha sido muestreado de la canción de The Crusaders «The Well's Gone Dry».
«Morning Lemon» comienza con una muestra vocal de un hombre cantando «Morning lemon» y termina con un sample de Ice Cube que dice «¡Tomen eso, hijos de puta!» (de su canción «What They Hittin' Foe?»).

## Desempeño en listas
«Block Rockin' Beats» fue un gran éxito en las listas de Europa, Australia, Nueva Zelanda, Canadá y Estados Unidos. En Europa, la canción alcanzó el número uno en su primera semana en la lista de sencillos del Reino Unido el 30 de marzo de 1997. Pasó una semana en la primera posición antes de caer al número ocho la semana siguiente. El sencillo también alcanzó el número dos en el UK Dance Chart. Entró en el top 10 también en Finlandia (6), Islandia (2), Irlanda (9) y Escocia (4). Además, estuvo entre los 20 primeros en Noruega (13) y Suecia (12), así como en Eurochart Hot 100 Singles, donde alcanzó el puesto 12 en abril de 1997. En Australia y Nueva Zelanda, la canción se ubicó en el puesto 28 y 29, respectivamente. En los Estados Unidos, se ubicó en tres listas de Billboard diferentes; número 5 en la lista Bubbling Under Hot 100 Singles, número 11 en la lista Dance Singles Sales y número 40 en la lista Alternative Airplay. En Canadá, alcanzó el número nueve y seis en las listas RPM Dance/Urban y Rock/Alternative.
«Block Rockin' Beats» recibió un disco de plata en el Reino Unido, después de que se vendieran 200 000 sencillos.

## Recepción crítica
Stephen Thomas Erlewine de AllMusic destacó la «cacofonía de golpes» de la canción, «donde el hip-hop se encuentra con el hardcore techno, completo con una muestra de Schoolly D y un riff de bajo elástico». Agregó: «Todo sucede a la vez en 'Block Rockin 'Beats', y marca el ritmo para el resto del disco, donde las canciones y los estilos se confunden en un caleidoscopio continuo de sonido». Jack Needham de la BBC comentó: «La canción no solo fue un gusano auditivo innegable, sino que llevó el arte del muestreo a un nuevo nivel: tomó prestada su batería de Bernard Purdie y su voz del rapero estadounidense Schoolly D. Incluso ha habido sugerencias de que la pista también muestra de forma encubierta a Pink Floyd». Larry Flick de Billboard lo describió como una «revelación que abarca todo el género» y afirmó que «después de un giro, estarás cantando el gancho durante horas, y la combinación de ritmos ásperos de funk y teclados ácidos seguramente hará que el cuerpo se mueva». Un escritor de Complex sintió que «había algo en la furia combinada de esa muestra vocal de Schoolly D, esa línea de bajo hipnótica y esos grandes tambores que convirtieron este en un himno para el set del breakbeat».
Sean McCarthy de The Daily Vault comentó: «Comenzando con un ritmo de bajo funky, la música estalla con una explosión de furia sónica. La música en sí es apta para salas de baile, pero lo sorprendente de la pista inicial es la confianza que muestran Simons y Rowlands». David Browne de Entertainment Weekly destacó los «ritmos de ruptura que queman la discoteca». Evening Herald dijo que temas como este se basan en melodías contagiosas «que se te quedan grabadas en la cabeza durante mucho tiempo». Sally Stratton de Music & Media destacó su «ritmo frenético». La revista británica Music Week le dio cuatro de cinco, y agregó que «este fuerte choque de sonido techno/hip hop encuentra a los Chemicals en su forma más directa». Gerald Martinez de New Sunday Times lo vio como «atronador». Un crítico de la revista People dijo que en la pista «cacofónica y turboalimentada», el dúo «toma mucho de los métodos de producción de cortar y pegar del hip hop». David Fricke de Rolling Stone sintió que «Block Rockin 'Beats» es el «Whole Lotta Love» de Dance Floor '97. Terri Sutton de Salon.com lo describió como «incorregible», con su «frenética interacción de guitarra falsa, bajo funky y detonaciones submarinas». Sunday Mirror comentó: «Los reyes del baile siguen el Noel Gallagher con un lío aún más ruidoso de tambores y guitarras aullantes. No hay voces de celebridades esta vez, pero quién las necesita».

## Lista de canciones
Todas las canciones fueron escritas por Tom Rowlands y Ed Simons, a excepción de «Block Rockin' Beats», que fue escrita por Rowlands, Simons y Jesse Weaver.

| Sencillo CD (Canadá y Australia) |                       |          |  |
| N.º                              | Título                | Duración |  |
| 1.                               | «Block Rockin' Beats» |          |  |
| 2.                               | «Prescription Beats»  |          |  |
| 3.                               | «Morning Lemon»       |          |  |

| CD2 |                                                    |          |  |
| N.º | Título                                             | Duración |  |
| 1.  | «Block Rockin' Beats»                              |          |  |
| 2.  | «Block Rockin' Beats» (The Micronauts remix)       |          |  |
| 3.  | «Block Rockin' Beats» (The Micronauts bonus beats) |          |  |
| 4.  | «Block Rockin' Beats» (radio edit)                 |          |  |

| Sencillo 12" (Reino Unido) |                                              |          |  |
| N.º                        | Título                                       | Duración |  |
| 1.                         | «Block Rockin' Beats»                        |          |  |
| 2.                         | «Morning Lemon»                              |          |  |
| 3.                         | «Block Rockin' Beats» (The Micronauts remix) |          |  |

| Sencillo CD (Europa) |                       |          |  |
| N.º                  | Título                | Duración |  |
| 1.                   | «Block Rockin' Beats» |          |  |
| 2.                   | «Prescription Beats»  |          |  |

| Maxisencillo CD (Estados Unidos y Japón) |                                              |          |  |
| N.º                                      | Título                                       | Duración |  |
| 1.                                       | «Block Rockin' Beats»                        |          |  |
| 2.                                       | «Prescription Beats»                         |          |  |
| 3.                                       | «Morning Lemon»                              |          |  |
| 4.                                       | «Block Rockin' Beats» (The Micronauts remix) |          |  |

| Sencillo 12" (Estados Unidos) |                                                    |          |  |
| N.º                           | Título                                             | Duración |  |
| 1.                            | «Block Rockin' Beats»                              |          |  |
| 2.                            | «Morning Lemon»                                    |          |  |
| 3.                            | «Block Rockin' Beats» (The Micronauts bonus beats) |          |  |
| 4.                            | «Block Rockin' Beats» (The Micronauts remix)       |          |  |
| 5.                            | «Prescription Beats»                               |          |  |

## Créditos y personal
Los créditos se extraen de la nota de álbum de Dig Your Own Hole.
Estudios
- Grabado en Orinoco Studios (Sur de Londres, Inglaterra)
- Masterizado en The Exchange (Londres, Inglaterra)

Personal
- The Chemical Brothers: producción
  - Tom Rowlands: escritura
  - Ed Simons: escritura
- Schoolly D: escritura (como Jesse Weaver)
- Steve Dub: ingeniería
- Mike Marsh: masterización

## Posicionamiento en listas
| Lista (1997)                           | Mejor posición |
| -------------------------------------- | -------------- |
| Australia (ARIA)                       | 28             |
| Bélgica (Flandes) (Ultratop 50)        | 44             |
| Unión Europea (Eurochart Hot 100)      | 12             |
| Finlandia (OFC)                        | 6              |
| Islandia (Íslenski Listinn Topp 40)    | 2              |
| Irlanda (IRMA)                         | 9              |
| Nueva Zelanda (Recorded Music NZ)      | 29             |
| Noruega (VG-lista)                     | 13             |
| Escocia (Scottish Singles Sales Chart) | 4              |
| Suecia (Sverigetopplistan)             | 12             |
| Reino Unido (UK Singles Chart)         | 1              |
| Reino Unido (UK Dance Chart)           | 2              |
| Estados Unidos (Alternative Airplay)   | 40             |

| Lista (1997)                        | Posición |
| ----------------------------------- | -------- |
| Islandia (Íslenski Listinn Topp 40) | 52       |
| Rumania (Romanian Top 100)          | 77       |
| UK Singles (OCC)                    | 88       |

## Certificaciones
| País        | Certificación | Ventas  |
| ----------- | ------------- | ------- |
| Australia   | Oro           | 35 000  |
| Reino Unido | Plata         | 200 000 |

## Historial de lanzamientos
| País           | Fecha               | Formato(s)        | Discográfica           | Ref.   |
| -------------- | ------------------- | ----------------- | ---------------------- | ------ |
| Reino Unido    | 24 de marzo de 1997 | Vinilo 12", CD    | Freestyle Dust, Virgin | [ 47 ] |
| Estados Unidos | 7 de abril de 1997  | Alternative radio | Astralwerks            | [ 48 ] |